# The Arrogant Worms (album)
The Arrogant Worms je debutové album humorné hudební skupiny The Arrogant Worms. Bylo to jediné album, na kterém vystoupil baskytarista Steve Wood, který později skupinu opustil. Úlohu baskytaristy převzal John Whytock, později Chris Patterson.

## Seznam písní
1. The Last Saskatchewan Pirate
2. The Credit Song
3. Let's Go Bowling
4. Goin' Huntin'
5. Don't Go Into Politics
6. No Sale/No Store
7. The Canadian Crisis Song
8. The Ballad Of Dan
9. Car Full Of Pain
10. I Want To Look Like Arnold
11. Jesus' Brother Bob
12. The Christmas Song